# أولتون
أولتون (بالإنجليزية: Olton)‏ هي مدينة أمريكية تقع في ولاية تكساس.تبلغ مساحة هذه المدينة 3.5 (كم²)،ويبلغ عدد سكانها 2215 نسمة حسب إحصاء سنة 2010 م.

## التركيبة السكانية
حدّد مكتب تعداد الولايات المتحدة بيانات التركيبة السكانية لأولتون في تعداد الولايات المتحدة. في ما يلي، التركيبة السكانية حسب تعدادي 2000 و2010.

### تعداد عام 2000
بلغ عدد سكان أولتون 2,288 نسمة بحسب تعداد عام 2000، وبلغ عدد الأسر 742 أسرة وعدد العائلات 571 عائلة مقيمة في المدينة. في حين سجلت الكثافة السكانية 650 نسمة لكل كيلومتر مربع (1,683.5/ميل2). وبلغ عدد الوحدات السكنية 852 وحدة بمتوسط كثافة قدره 242 لكل كيلومتر مربع (626.8/ميل2).
وتوزع التركيب العرقي للمدينة بنسبة 66.56% من البيض و2.01% من الأمريكيين الأفارقة و1.31% من الأمريكيين الأصليين و0.09% من الأمريكيين ذوي الأصول الآسيوية و27.49% من الأعراق الأخرى و2.53% من عرقين مختلطين أو أكثر و64.51% من الهسبانيون أو اللاتينيون من أي عرق.
بلغ عدد الأسر 742 أسرة كانت نسبة 48.5% منها لديها أطفال تحت سن الثامنة عشر تعيش معهم، وبلغت نسبة الأزواج القاطنين مع بعضهم البعض 59.6% من أصل المجموع الكلي للأسر، ونسبة 11.7% من الأسر كان لديها معيلات من الإناث دون وجود شريك، بينما كانت نسبة 5.7% من الأسر لديها معيلون من الذكور دون وجود شريكة وكانت نسبة 23% من غير العائلات. تألفت نسبة 20.9% من أصل جميع الأسر من عدة أفراد يعيشون في نفس المنزل ونسبة 11.3% كانت تتألف من شخص يعيش بمفرده يبلغ من العمر 65 عاماً أو أكثر. وبلغ متوسط حجم الأسرة المعيشية 2.99، أما متوسط حجم العائلات فبلغ 3.47.
بلغ العمر الوسطي للسكان 32.1 عاماً. وكانت نسبة 33.9% من القاطنين تحت سن الثامنة عشر، وكانت نسبة 7.6% بين الثامنة عشر والرابعة والعشرين عاماً، ونسبة 23.3% كانت واقعةً في الفئة العمرية ما بين الخامسة والعشرين والرابعة والأربعين عاماً، ونسبة 18.7% كانت ما بين الخامسة والأربعين والرابعة والستين، ونسبة 13.5% كانت ضمن فئة الخامسة والستين عاماً فما فوق. يوجد لكل 100 أنثى 100.3 ذكر، ويوجد لكل 100 أنثى في الثامنة عشر من عمرها فما فوق 87.9 ذكر.
بلغ متوسط دخل الأسرة في المدينة 24,010 دولارًا، أما متوسط دخل العائلة فبلغ 25,926 دولارًا. وكان متوسط دخل الذكور 22,358 دولارًا مقابل 18,833 دولارًا للإناث. وسجل دخل الفرد الخاص بالمدينة 10,189 دولارًا. وكانت نسبة 21.4% من العائلات ونسبة 24.9% من السكان تحت خط الفقر، وكان من هؤلاء نسبة 28.6% تحت سن الثامنة عشر ونسبة 21.8% في الخامسة والستين من العمر وما فوق.

### تعداد عام 2010
بلغ عدد سكان أولتون 2,215 نسمة بحسب تعداد عام 2010، وبلغ عدد الأسر 750 أسرة وعدد العائلات 540 عائلة مقيمة في المدينة. في حين سجلت الكثافة السكانية 629.3 نسمة لكل كيلومتر مربع (1,629.9/ميل2). وبلغ عدد الوحدات السكنية 864 وحدة بمتوسط كثافة قدره 245.5 لكل كيلومتر مربع (635.8/ميل2).
وتوزع التركيب العرقي للمدينة بنسبة 64.65% من البيض و0.72% من الأمريكيين الأفارقة و1.67% من الأمريكيين الأصليين و0.05% من الأمريكيين ذوي الأصول الآسيوية و30.88% من الأعراق الأخرى و2.03% من عرقين مختلطين أو أكثر و69.48% من الهسبانيون أو اللاتينيون من أي عرق.
بلغ عدد الأسر 750 أسرة كانت نسبة 42.4% منها لديها أطفال تحت سن الثامنة عشر تعيش معهم، وبلغت نسبة الأزواج القاطنين مع بعضهم البعض 50.7% من أصل المجموع الكلي للأسر، ونسبة 13.3% من الأسر كان لديها معيلات من الإناث دون وجود شريك، بينما كانت نسبة 8% من الأسر لديها معيلون من الذكور دون وجود شريكة وكانت نسبة 28% من غير العائلات. تألفت نسبة 24.5% من أصل جميع الأسر من عدة أفراد يعيشون في نفس المنزل ونسبة 14% كانت تتألف من شخص يعيش بمفرده يبلغ من العمر 65 عاماً أو أكثر. وبلغ متوسط حجم الأسرة المعيشية 2.86، أما متوسط حجم العائلات فبلغ 3.44.
بلغ العمر الوسطي للسكان 33.3 عاماً. وكانت نسبة 31.5% من القاطنين تحت سن الثامنة عشر، وكانت نسبة 9.5% بين الثامنة عشر والرابعة والعشرين عاماً، ونسبة 22.4% كانت واقعةً في الفئة العمرية ما بين الخامسة والعشرين والرابعة والأربعين عاماً، ونسبة 19.4% كانت ما بين الخامسة والأربعين والرابعة والستين، ونسبة 17.2% كانت ضمن فئة الخامسة والستين عاماً فما فوق. وتوزع التركيب الجنسي للسكان بنسبة 49.3% ذكور و50.7% إناث.

## أعلام
- جورج لويد